# 무훈시

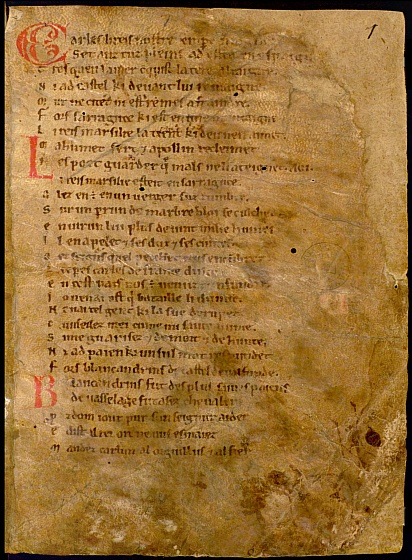

무훈시(武勲詩, 프랑스어: Chanson de geste)는 프랑스에서 1050 -1150년경에 흥성한 봉건문학(littérature féodale)이다.
geste는 라틴어 gesta에서 유래하며, '공적,' '위업' 등을 의미한다. 말그대로 기사들의 위업을 찬양하는 서사시(épopée)로, 카를 마르텔과 카롤루스 대제 시대를 배경으로 하여, 이는 중세문학을 넘어 풍부한 영감의 원천이 되는 '프랑스 이야기'의 시초가 된다. 작가는 대개 무명이며 주로 트루베르들이 오일어로 지었다. 대표작은 롤랑의 노래(Chanson de Roland).
Chanson(샹송), 즉 노래라는 명칭에서 알 수 있듯이, 읽는 시라기보다는 노래하는 시였으며 노래뿐만 아니라 손짓발짓까지 다 동원되며, 귀천을 가릴 것 없이 많은 사람들 앞에서 부르는 매우 대중적인 장르였다.
초월적인 힘을 지닌 기사들이 '사랑스러운 프랑스(douce France)'와 기독교 세계를 위해 신의 도움을 받아 온갖 고난을 극복하는 무용담을 그리고 있으며, 이들의 주적은 무어인 혹은 사라센족이다. 봉건문학답게 충성과 신앙이라는 덕목이 매우 강조되며 이는 죽음이라는 극적인 요소에 의해 가장 부각된다. 즉 군주와 신을 위해 죽는 것이 매우 명예롭게 그려지는 것이다. 시간이 갈수록 거인이라든지 마술사라든지 하는 환상적인 요소가 적측에 덧씌워졌으며 나중에 가면 역사적이기보다는 환상적인 요소가 강해지기도 한다.
때문에 제대로 된 역사 이야기라고는 볼 수 없지만 당시 청중들이 이걸 실화라고 믿었음은 분명하다.
시간이 지남에 따라 중세사회의 엄격한 도덕의식이 완화되고, 문학사류 역시 점점 궁정의 사랑을 다루는 궁정문학으로 흘러가게 된다.

## 같이 보기
- 중세 프랑스 문학
- 프랑스 이야기